# ترو-برو ليون 2022
ترو-برو ليون 2022 (بالفرنسية: Tro Bro Leon 2022)‏ هو سباق دراجات هوائية، وهو الموسم الثامن والثلاثين من ترو-برو ليون، وأقيم في 15 مايو 2022 ضمن سباقات سلسلة سباقات الاتحاد الدولي للدراجات للمحترفين 2022.
فاز بالمركز الأول هوغو هوفستيتر، وبالمركز الثاني Luca Mozzato ‏، وبالمركز الثالث كونور سويفت.

## الفرق
| فرق عالمية (6)- AG2R Citroën Team - Cofidis - Groupama-FDJ - Intermarché-Wanty-Gobert Matériaux - Lotto-Soudal - UAE Team Emirates فرق برو (10)- Arkéa-Samsic - بي آند بي هوتيلز 2022 ‏ - بنجوال باوليز ساوكس دبليو بي 2022 ‏ - برجس بي إتش 2022 ‏ - كاجا رورال-سيغوروس 2022 ‏ - كيرن فارما 2022 ‏ - أوسكالتيل أوسكادي 2022 ‏ - Human Powered Health - TotalEnergies - أونو اكس برو سايكلنج تيم 2022 ‏ فرق قارية (6)- Van Rysel–Roubaix ‏ - Nice Métropole Côte d'Azur ‏ - سانت ميشيل-أوبير 93 2022 ‏ - CIC U Nantes Atlantique ‏ - بايك أيد 2022 ‏ - Premier Tech U23 Cycling Project ‏ |  |
| |  |

## التصنيف العام النهائي
| التصنيف العام         | التصنيف العام            | التصنيف العام   | التصنيف العام               | التصنيف العام |
| العداء                | العداء                   | البلد           | الفريق                      | الوقت         |
| --------------------- | ------------------------ | --------------- | --------------------------- | ------------- |
| 1                     | هوغو هوفستيتر            | فرنسا           | اركيا سامسيك                | 5 س 07 د 15 ث |
| 2                     | Luca Mozzato ‏            | إيطاليا         | فيتال كونسبت ‏               | + 0 ث         |
| 3                     | كونور سويفت              | المملكة المتحدة | اركيا سامسيك                | + 9 ث         |
| 4                     | ارنو دي لاي              | بلجيكا          | لوتو سودال                  | + 30 ث        |
| 5                     | Samuel Watson (cyclist) ‏ | المملكة المتحدة | Groupama-FDJ                | + 30 ث        |
| 6                     | Matis Louvel ‏            | فرنسا           | اركيا سامسيك                | + 30 ث        |
| 7                     | لوران بيشون              | فرنسا           | اركيا سامسيك                | + 30 ث        |
| 8                     | Morné van Niekerk ‏       | جنوب أفريقيا    | إتش بي بي تي بي – أوبير 93 ‏ | + 30 ث        |
| 9                     | Stan Dewulf ‏             | بلجيكا          | AG2R Citroën Team           | + 30 ث        |
| 10                    | ماثيو لاداجنوس           | فرنسا           | Groupama-FDJ                | + 33 ث        |
| مصدر: ProCyclingStats |                          |                 |                             |               |

## وصلات خارجية
- الموقع الرسمي
- لمحة عن سباق ترو-برو ليون 2022 على موقع  ProCyclingStats   (برو  سايكلنج  ستاتس) - إحصاءات  محترفي  الدراجات.
- ترو-برو ليون 2022 على موقع إحصائيات الدراجات الإحترافية (الإنجليزية)